# 特例基準割合
特例基準割合（とくれいきじゅんわりあい）とは、国税での延滞税、利子税や地方税等での延滞金、還付加算金の算定等に使用される数値のことである。

## 特例基準割合の率の推移

### 平成25年12月31日以前
「各年の前年の11月30日を経過する時における日本銀行法第15条第1項第1号の規定により定められる商業手形の基準割引率に年4%の割合を加算した割合」をいう。延滞税では2か月（地方税での延滞金では1か月）の間、年7.3%との小さい方を利率とする。それ以降は年14.6%となっており、1000円未満の場合は全額切り捨てて、1000円以上の場合は100円未満を切り捨てて延滞税（延滞金）とする。
- 平成12年1月1日〜平成13年12月31日　年4.5%
- 平成14年1月1日〜平成18年12月31日　年4.1%
- 平成19年1月1日〜平成19年12月31日　年4.4%
- 平成20年1月1日〜平成20年12月31日　年4.7%
- 平成21年1月1日〜平成21年12月31日　年4.5%
- 平成22年1月1日〜平成25年12月31日　年4.3%

### 平成26年1月1日以降
低金利の状態が長く続く中で年14.6%の利率は高すぎるとの指摘から改められた。「各年の前々年の10月から前年の9月までの各月における銀行の新規の短期貸出約定平均金利の合計を12で除して得た割合」として各年の前年の12月15日までに財務大臣が告示する割合（租税特別措置法第93条2項でいう「平均貸付割合」）に、年1％の割合を加算した割合とする。
- 平成26年1月1日〜平成26年12月31日 年1.9%
- 平成27年1月1日〜平成28年12月31日 年1.8%
- 平成29年1月1日〜平成29年12月31日 年1.7%
- 平成30年1月1日〜令和2年12月31日 年1.6%[1]
- 令和3年1月1日〜令和3年12月31日 年1.5%[2]
- 令和4年1月1日〜令和6年12月31日 年1.4%[3]

納期限までの期間及び納期限の翌日から2月を経過する日までの期間については、「年7.3%」と「特例基準割合＋1%」のいずれか低い割合を適用し、納期限の翌日から2月を経過する日の翌日以後については、「年14.6%」と「特例基準割合＋7.3%」のいずれか低い割合を適用する。したがって、実際の延滞金等の計算では以下のようになる。
- 平成27年1月1日〜平成28年12月31日
  - 納期限までの期間及び納期限の翌日から2月を経過する日までの期間については、年2.8%
  - 納期限の翌日から2月を経過する日の翌日以後については、年9.1%
- 平成29年1月1日〜平成29年12月31日
  - 納期限までの期間及び納期限の翌日から2月を経過する日までの期間については、年2.7%
  - 納期限の翌日から2月を経過する日の翌日以後については、年9.0%
- 平成30年1月1日〜令和2年12月31日
  - 納期限までの期間及び納期限の翌日から2月を経過する日までの期間については、年2.6%
  - 納期限の翌日から2月を経過する日の翌日以後については、年8.9%
- 令和3年1月1日〜令和3年12月31日
  - 納期限までの期間及び納期限の翌日から2月を経過する日までの期間については、年2.5%
  - 納期限の翌日から2月を経過する日の翌日以後については、年8.8%
- 令和4年1月1日〜令和6年12月31日
  - 納期限までの期間及び納期限の翌日から2月を経過する日までの期間については、年2.4%
  - 納期限の翌日から2月を経過する日の翌日以後については、年8.7%